# Cajuzinho

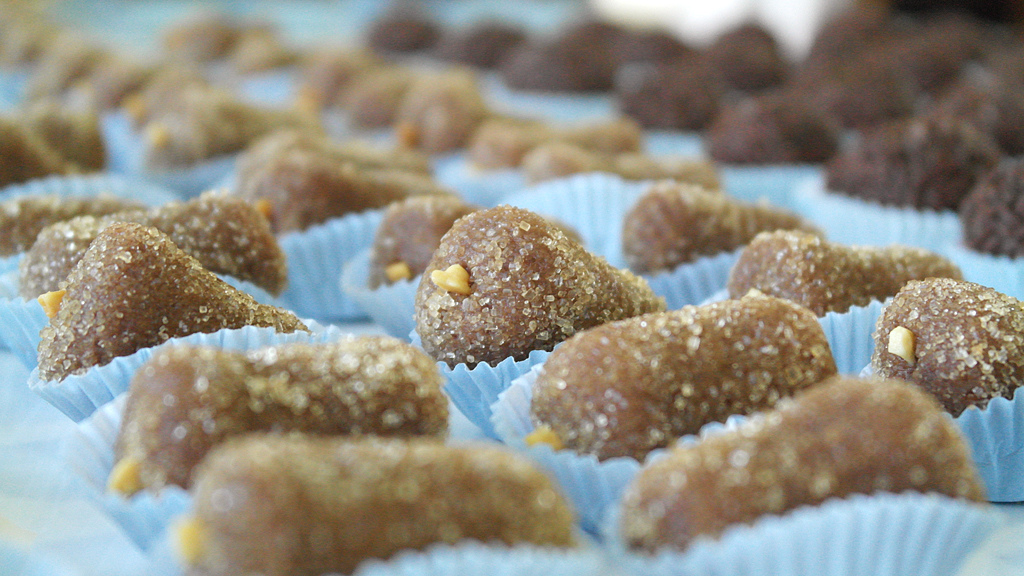
Cajuzinho

Cajuzinho ("liten cashewnöt") är brasiliansk konfekt som är vanligt förekommande på brasilianska barnkalas. De är små bullar som är gjorda av kondenserad mjölk, jordnöt och smör. Den bakas och serveras på samma sätt som brigadeiro och beijinho.